# José Luis Roldán
José Luis Roldán Carmona (* 13. November 1985 in La Zubia, Spanien) ist ein ehemaliger spanischer Radrennfahrer.
Seinen ersten Vertrag bei einem internationalen Radsportteam hatte Roldán 2006 beim Professional Continental Team Andalucía–Paul Versán. Bei der Vuelta Ciclista a León erreichte er als Gesamtsiebter 2008 sein bestes Karriereergebnis. Für die Mannschaft Andalucía Caja Granada bestritt er mit der Vuelta a España 2011 seine einzige Grand Tour, die er 97. beendete. 
Roldán beendete seine Laufbahn am 29. Juli 2015 beim Team Keith Mobel-Partizan.